# Galeazzo Marescotti
Galeazzo Marescotti (ur. 1 października 1627 w Vignanello, zm. 3 lipca 1726 w Rzymie) – włoski kardynał.

## Życiorys
Pochodził z Vignanello, ze szlacheckiej rodziny o szkockich korzeniach. W 1653 po uzyskaniu doktoratu z prawa rzymskiego i kanonicznego otrzymał niższe święcenia i rozpoczął karierę w administracji papieskiej, służąc jako referendariusz Sygnatury Apostolskiej, gubernator miast Fano i Ascoli, protonotariusz apostolski i inkwizytor na Malcie. W 1662 przyjął święcenia kapłańskie.
W 1668 został mianowany tytularnym arcybiskupem Koryntu oraz asystentem Tronu Papieskiego i przeszedł do służby dyplomatycznej papiestwa. Był nuncjuszem nadzwyczajnym w Austrii (1668), nuncjuszem apostolskim w Polsce (1668-70) oraz w Hiszpanii (1670-75). 27 maja 1675 papież Klemens X kreował go kardynałem prezbiterem z tytułem San Bernardo alle Terme, a rok później legatem w Ferrarze. W 1679 został arcybiskupem Tivoli, gdzie pełnił posługę do grudnia 1689 (rezygnację złożył już w listopadzie 1685, ale dopiero cztery lata później wyłoniono jego następcę i do tego czasu pozostawał formalnie zarządcą diecezji). Kamerling Świętego Kolegium Kardynałów 1687-88. Był proprefektem Kongregacji Soboru Trydenckiego (obecnej Kongregacji ds. Duchowieństwa) 1692-95, prokamerlingiem Świętego Kościoła Rzymskiego od lipca do listopada 1698 i sekretarzem Rzymskiej Inkwizycji 1700-13. Na konklawe 1700 był uważany za najpoważniejszego kandydata na nowego papieża, jednak weto zgłoszone przez Francję zablokowało mu drogę do pontyfikatu. Protoprezbiter Św. Kolegium od kwietnia 1708. W maju 1715 z powodu zaawansowanego wieku złożył rezygnację ze wszystkich zajmowanych funkcji. Z powodu wieku i stanu zdrowia nie uczestniczył w konklawe 1721 i konklawe 1724. Zmarł w Rzymie, mając blisko 99 lat.